# Beat Devils
Beat Devils — российский коллектив, играющий в стиле сайкобилли, образованный в Москве в 2001 году.

## История
Группа сформировалась в начале 2001 года под названием The Beat Devils' Band и 17 марта дала свой первый концерт в ДК «Красный Пролетарий» в составе: Федор Николаев (ударные), Исрафил Атакишиев (вокал), Андрей Луговой (соло-гитара), Михаил Григорьев (ритм-гитара), Петр Алешин (бас-гитара). В течение 2001—2003 годов сменилось несколько музыкантов, было сделано несколько демо-записей и сыграно около 50 клубных концертов, а также группа успела выступить в феврале 2003 года на фестивале Rockbombilly Boom в Иванове. 3 июля 2003 года к составу присоединился контрабасист Михаил Богданов, и с января 2004 года группа окончательно сформировалась как psychobilly-трио (Богданов, Луговой, Николаев) и взяла название «Beat Devils». В таком составе и под таким названием группа выпустила 5 полноценных альбомов, вышедших на российском лейбле «Мистерия Звука» и его подлейбле JetNoise Records, швейцарском лейбле TCY-Records и немецких лейблах Crazy Love Records и Psychobilly Earthquake, приняла участие в саундтреках к компьютерным играм («Полный привод 2», «Armaggedon Riders», «Weird Hero») и фильмам («Аня, Волга, Рок’н Ролл», «Разборка») и отыграла свыше 1000 сольных концертов и фестивальных выступлений в России, Украине, Белоруссии, Польше, Финляндии, Чехии, Германии, Бельгии, Голландии, Австрии, Испании, Кипре.
В апреле 2005 года Beat Devils стали хедлайнером первого и крупнейшего восточноевропейского фестиваля Ukrabilly Bang в Киеве, а 8 декабря того же года выпустила свой дебютный альбом Get The Beat And Meet The Devils. 11 треков собственного сочинения были выдержаны в духе neo-rockabilly и раннего psychobilly.
Концерт-презентация альбома прошла 13 января 2006 года в клубе «Крымские Каникулы» с участием групп Stressor (Тула) и Jackknife Rockabilly Trio (Ростов-на-Дону).
В 2007 году у группы появилось сразу два релиза: сингл «Tonight» (заглавная песня, с которого позже будет перезаписана для следующего альбома) и сингл сайд-проекта Bubble Gum Brothers в формате WAV.
16 сентября 2008 года вышел альбом Second Date на котором, помимо использования в разных песнях дополнительных инструментов (саксофон, труба, губная гармошка, клавишные), группа взяла курс на более плотное и тяжелое звучание с элементами панка.
В июне 2009 года Beat Devils стали первой российской группой на крупнейшем ежегодном музыкальном фестивале Pineda Psychobilly Meeting в Испании, а затем выступили там ещё дважды (в 2011 и 2012 годах). В том же году осенью состоялось выступление на фестивале Halloween Rumble в Финляндии.
В апреле 2010 года группа снова приняла участие в киевском фестивале Ukrabilly Bang, а в мае выступила на фестивале Horrardo в Бремене, также дала сольные концерты в Германии и Чехии. В декабре того же года выходит сплит-сингл "X-Files" совместно с недавно образованной группой The Magnetix - проект экс-гитариста Stressor Тараса Савченко.
В 2011 году группа отправилась в 12-дневный тур по 8 городам и 5 странам Европы в поддержку своего третьего альбома — Another Dream, который вышел 16 сентября 2011 года в России и Германии. Альбом представляет собой мелодичное сайкобилли с общей концепцией темы ночных кошмаров и попытках заглянуть в потусторонние миры.
В мае 2012 года группа приняла участие в фестивале в честь 10-летия группы Bloodsucking Zombies From Outer Space в Вене (Австрия). В июне вместе с тремя другими российскими psychobilly-группами — Stressor, The Magnetix, Hellstompers — Beat Devils играли на вечеринке Russian Night в рамках 20-го Pineda Psychobilly Meeting в Испании.
В 2013 году последовали очередные европейские гастроли: февраль — Финляндия, март — Голландия (в том числе Фестиваль Psychout Circus #2 в Арнхеме). 1 ноября 2013 года музыканты выпустили и бесплатно выложили в сеть свой новый альбом Touchdown — кавер-трибьют различным группам, вдохновлявшим их самих на протяжении творческого пути от Batmobile и The Blue Cats до Metallica и AC/DC. В этой записи приняли также участие друзья Beat Devils — участники групп Stressor, The Magnetix, Poachers, The Types, Wise Guyz, Dillberriezz и других — итого 23 гостевых музыканта.
В январе 2014 года Touchdown поднялся до 7 места в хит-параде Psychobilly Albums британского журнала UK Rock’n’Roll Magazine. А уже в июне вышел сингл «Radio Dog» с заглавной одноимённой песней и двумя бисайдами: песней «Dead Boy», которая также вошла в сборник «Punkabilly Shakes The World» (Vol. 3, Япония), и песней «Titanic» со сборника Psychobilly Outlaws: Tribute to Meantraitors (Россия-Украина). Осенью группа приняла участие в трёхдневном международном фестивале Psychobilly Earthquake #5 в Бремене (Германия).
В мае 2015 года Beat Devils выступали на фестивале Psychomania Rumble #9 в Потсдаме (Германия), а в начале июня приступили к съёмкам своего первого клипа. Премьера и показ нового видео состоялась в октябре на концерте в клубе «Китайский Лётчик Джао Да», далее последовал выпуск на youtube-канале группы и трансляции на телеканале «Точка ТВ».
В марте 2016 года группа отметила 15-летие творческой деятельности большим концертом, в котором принял участие Валерий «Ёж» Лысенко (группа «Мистер Твистер»). В мае того же года вместе с Олегом «Клетчатым» Березиным Beat Devils в полном составе участвовали в качестве музыкантов в концерте-возвращении известного в 1990-е годы московского neo-rockabilly проекта The Skyrockets. На День города Москвы Beat Devils отыграли концерты 10 и 11 сентября 2016 на открытой сцене около Манежной площади. Той же осенью в британском журнале Maggie’s Blue Suede News вышло большое интервью группы журналисту Ричарду Хьюму, а фото музыкантов появилось на обложке ноябрьского номера. 27 декабря Beat Devils выложили трек «Acid Wine», предназначенный для трибьют-сборника группы «Ва-Банкъ», выход которого так и не состоялся.
21 апреля 2017 года группа дала масштабный концерта по случаю своего 16-летия. Музыканты играли на сцене более двух часов, демонстрируя на большом экране специально подготовленное слайд-шоу из тематических картинок к своим песням. В программе прозвучали попурри-темы, посвященные первым трём авторским студийным альбомам Beat Devils. В мае того же года трио приступило к записи очередного альбома под названием Dig My Beat на студии Gigant Record. Над этим альбомом с группой работал в качестве саунд-продюсера Александр Кондратьев из группы Tracktor Bowling. В октябре студийная работа была закончена, и Кондратьев начал сведение и мастеринг.
21 марта 2018 Beat Devils опубликовали новый трек с альбома — песню «Baby’s Got Me Wrong», а 27 марта 2018 было объявлено о выпуске альбома в цифровом формате на платформах Apple Music, iTunes, Google Play, Яндекс. Музыка, Beatport, Deezer и Spotify. 6 апреля 2018 альбом вышел в России на CD на лейбле JetNoise Records, а 24 мая на youtube-канале группы в поддержку нового альбома вышел ещё один трек — «Dancing On My Bones». 17 июля лейбл Rude Runner Records (Япония) выпустил эксклюзивный виниловый сингл «Dig My Beat». 15 сентября Beat Devils дали в Москве концерт Unplugged — в программе прозвучали акустические переработки собственных песен периода 2008—2018 годов, а также акустические версии мировых сайкобилли-хитов. В этом концерте также приняли участие Александр Карпычев (Tabasco Band, гитара), Юрий Соколов (Salty Sea Dogs, губная гармоника) и Андрей Лунёв (баян). 20 сентября 2018 года альбом Dig My Beat вышел на CD на лейбле Psychobilly Earthquake (Бремен, Германия). В этот же период были выпущены все три предыдущих авторских студийных альбома Beat Devils на цифровых платформах iTunes, Google Play, Deezer, Spotify, Beatport, AllMusic и Яндекс. Музыка.
1 января 2019 года группа выпустила концертный альбом Beat Devils Unplugged: видео на канале YouTube и бесплатное скачивание аудио-версии, а 20 января музыкальный лейбл BatCave Records (Лос-Анджелес, США) объявил о включении песни «Andy The Frog» с альбома Dig My Beat в цифровой сборник из 13 треков под названием Battle Compilation Vol. 1, что стало первым официальным американским релизом Beat Devils. В мае Beat Devils впервые выступили с концертом на Летней сцене московского Парка Горького с бесплатным входом для всех и трансляцией в прямой эфир. 25 октября 2019 года российский лейбл Magnetic Loft Records выпустил альбом Dig My Beat на виниловых пластинках, а 1 ноября у Beat Devils состоялось выступление в Финляндии на фестивале Tawastia Stomp вместе с группами Epileptic Hillbillys, Spellbound и The Meteors. На следующий день, 2 ноября группа презентовала свежий винил в Санкт-Петербурге, а 14 декабря впервые сыграла концерт на Кипре в городе Лимассол на вечеринке издания Cyprus Butterfly.
13 марта 2020 группа выпустила клип на песню «Andy The Frog» (режиссёр Екатерина Мерзлякова). Выходит интервью группы в журнале  Darker. Летом того же года даёт концерт в Усадьбе Архангельское, а октябре песня "Baby's Got Me Wrong" выходит на сборнике англоязычных групп города Москвы Full Moon on Moskva River (лейблы ShapeShift Records и Grimace Records, США), а песня "Dancing On My Bones" выходит на psychobilly-сборнике The Great Big Psych Out (Road Rat Records, США).
В марте 2021 Beat Devils отметили 20 лет творческой деятельности в клубе "Город", а часть сетлиста концерта была составлена с помощью специального голосования за песни, которое группа устроила для своих поклонников в социальных сетях. В апреле ансамбль выступил на фестивале Moscow Psychobilly Festival, а в мае принял участие в байк-фестивале Burning Wheels в городе Конаково и авто-фестивале Russian Weekend Drags в RDRC Racepark. Октябрь группа провела в студии, записывая новый материал
19 апреля 2022 на стримингах вышел мини-альбом "No Circus Without a Clown" с четырьмя новыми авторскими песнями, которые никогда не звучали на концертах. Сведением и мастерингом релиза занимался Иван Сысо, известный по работе с группами "Нервы" и "кис-кис". 20 апреля релиз достиг 34 места в чарте BandLink. 7 июля вышел клип на песню "Out of Town" в жанре песочной анимации. "...evil takes many forms..." написала группа в аннотации к этому видео. 20 сентября вышел сингл "Gang is on the Way" - эту песню музыканты сделали в новаторском для себя стиле скабилли и посвятили его игре регби. В записи трека приняли участие игроки женского регбийного клуба "Локомотив" (Москва) - девушки записали бэк-вокалы в хоре, который слышен в конце песни. Автор идеи сингла - барабанщик группы Фёдор Николаев, который сам долгое время играет в регби на любительском уровне. 5 ноября усилиями петербургского лейбла "Psycho Since 1988" выходит EP "No Circus Without a Clown" - ограниченный тираж в 100 пластинок трех цветов - черный, красный и белый. Все пластинки пронумерованы вручную музыкантами группы, к каждой из них прилагается буклет с фотосессией группы, посвященной теме релиза.
16 июня 2023 на концерте Beat Devils в Life Pub прозвучала новая песня "Phantom Castle", а 21 июня студийная версия песни была выпущена в виде сингла на стриминговых площадках. Впервые для Beat Devils в записи были использованы инструменты металлофон (партию исполнил Михаил Смирнов, известный по участию в группах Мельница, Ольга Арефьева и группа Ковчег, группа Ивана Смирнова, Ихтис, Art Ceilidh и других) и мандола (партию исполнил Вадим Бедов - Art Ceilidh, Mervent, White Owl). Сингл достиг 25-го места в чарте сервиса Band.Link.
На сольных концертах в марте и августе 2024 года в Life Pub группа сыграла два разных сетлиста. Также, музыканты анонсировали работу над новым авторским материалом группы. В январе 2025 года состоялось выступление группы в проекте "Медиарубка" на катке Парка Горького.
8 апреля 2025 Beat Devils переиздали на стриминг платформах сингл "Radio Dog" 2014 года 
Далее в апреле группа приняла участие в Moscow Psychobilly Festival VI, в мае выступила на Russian GrillFest и Фестивале Вина Cin-Cin, а 31 мая на сольном концерте презентовала новую песню "Obsessions". Летом Beat Devils появились в лайнапах фестивалей Burning Wheels (г. Конаково), Сity Roots Vibe Fest (Москва), Rockabilly dance on the road (Москва), Brainstorm Motor Festival (Клин), Suburban Ska Fest (Москва).

## Состав
- Михаил «Grem» Богданов — контрабас, бэк-вокал
- Андрей «Loug» Луговой — гитара, вокал
- Федор «Fedor N» Николаев — ударные

## Дискография
- 2005 — альбом «Get the Beat and Meet the Devils» (CD — Россия, Украина, Швейцария)
- 2007 — сингл «Bubble Gum Brothers» (WAV — Россия)
- 2007 — сингл «Tonight» (CD — Россия)
- 2008 — альбом «Second Date» (CD — Россия, Германия)
- 2009 — сингл «Christmas Rockabilly Story» (free download)
- 2010 — сплит-сингл «X-Files» c The Magnetix (CD — Россия)
- 2011 — концерт «Beat Devils: 10 Years» (DVD — Россия)
- 2011 — альбом «Another Dream»[11] (CD — Россия, Германия)
- 2013 — альбом «Touchdown» (CD — Россия, free download)
- 2014 — сингл «Radio Dog» (CD — Россия)
- 2018 — альбом и сингл «Dig My Beat» (CD — Россия, Германия; EP — Япония)
- 2019 — концертный альбом «Beat Devils Unplugged» (YouTube, free download)
- 2019 — альбом «Dig My Beat» (LP — Россия)
- 2022 — мини-альбом «No Circus Without a Clown» (стриминги, EP— Россия)
- 2022 — сингл "Gang is on the Way" (стриминги)
- 2023 — сингл "Phantom Castle" (стриминги)